# Coelcha
La Cooperativa Eléctrica Charrúa Ltda. (Coelcha) es una empresa chilena de generación, transmisión y distribución de electricidad creada en 1957.Ofrece servicios en las provincias de Biobío (Alto Biobío, Cabrero, Yumbel y Nacimiento), y Concepción (Hualqui, Santa Juana y Copiulemu, Florida), en la región del Biobío; y en la provincia de Diguillín (Yungay, Pemuco y Quillón), de la región de Ñuble.Está asociada a la Federación Nacional de Cooperativas Eléctricas (Fenacopel)

## Historia

### Inicios
La empresa Coelcha tuvo sus inicios en una sesión de la Municipalidad de Yumbel, el 19 de mayo de 1947, cuando se propuso un proyecto de electrificación de las zonas rurales de la comuna.El proyecto como tal se constituiría tiempo más tarde a principios del año 1953, bajo el liderazgo del empresario local Osvaldo Cruz Muñoz, junto a otros vecinos agricultores, bajo el patrocinio de Endesa y con apoyo de la Corfo, constituyen una cooperativa eléctrica, la que el 12 de marzo de 1957, se constituye legalmente como Cooperativa de Consumo de Energía Eléctrica Charrúa Ltda.
Posteriormente, las dos municipalidades del Departamento de Yumbel, Cabrero y Yumbel, iniciaron un vasto plan de electrificación que permitió dotar con la energía necesaria a pueblos y fundos, impulsando decisivamente el desarrollo de la zona.Su fundador, el empresario local Osvaldo Cruz Muñoz, fue su gerente durante varios de sus primeros años.

### Actualidad
La compañía Coelcha ofrece servicios transmisión y distribución de electricidad en las comunas de Alto Biobío, Cabrero, Yumbel, Nacimiento, Hualqui, Santa Juana y Copiulemu (Florida), en la región del Biobío; y en las comunas de Yungay, Pemuco y Quillón, en la región de Ñuble.La compañía tiene su sede en Monte Águila, y se abastece de electricidad desde las centrales eléctricas de Charrúa,y las subestaciones de Cabrero y Cholguán, a través de un convenio con la Empresa Eléctrica de la Frontera S.A (Frontel), filial de Grupo Saesa.
Hoy, una de las calles principales de la ciudad de Monte Águila, lleva por nombre "Osvaldo Cruz", en homenaje al empresario fundador de la empresa. En esta misma calle, la compañía tiene sus oficinas principales.